# 京浜急行バス羽田営業所

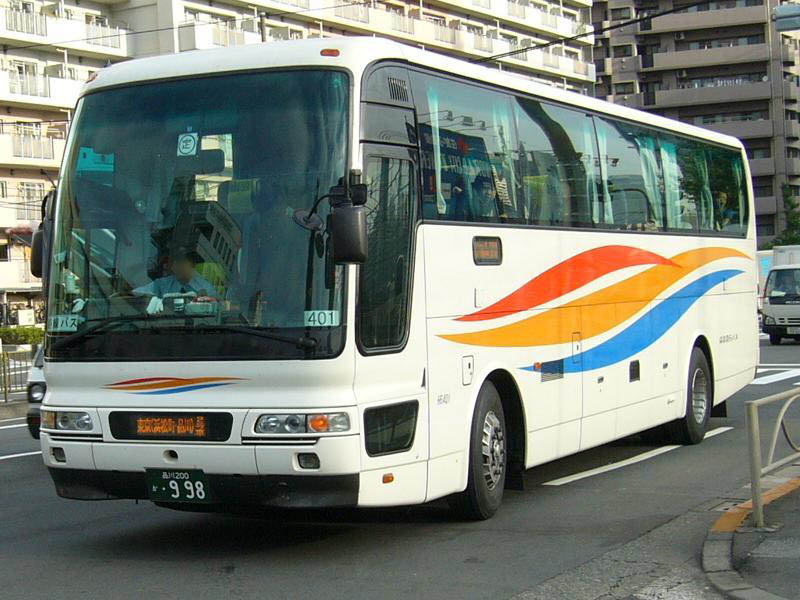
羽田営業所の所属車両
ノクターン号

京浜急行バス羽田営業所（けいひんきゅうこうバスはねだえいぎょうしょ）は、東京都大田区羽田に所在する京浜急行バスの営業所。最寄りバス停は「羽田車庫」。営業所記号はH。
1999年（平成11年）以前は、蒲田・大森・羽田空港地区の一般路線バスとリムジンバス路線の両方を担当していたが、一般路線を京急バス（後の羽田京急バス東京営業所）に移管。2000年代にはリムジンバス専門の京浜島営業所、新子安営業所と同様、空港連絡バスを専門に取り扱っていた。
2012年（平成24年）11月30日限りで、京浜島・新子安両営業所に路線を移管し、京浜急行電鉄直営時代から53年間にわたる営業所の歴史に一度は終止符を打ったが、2018年（平成30年）4月1日付で羽田京急バスが京浜急行バス本体に吸収合併されたため、組織再興となった。

## 沿革

### 都内京急バスの源流
東京都大田区の国鉄東海道線よりも東の地域の乗合バスは、1920年（大正9年）2月23日に京浜乗合自動車が品川駅と六郷橋の間で運行を開始した旧国道経由六郷線に端を発する。この路線は京浜電気鉄道の鉄道線（現・京急本線）と完全に並走しており、京浜電気鉄道も事業防衛の一環としてバス事業への参入をもくろむがなかなか免許が下りなかった。

一方、湯治場として栄えていた森ヶ崎鉱泉への足として、それまでの人力車を代替した路線バスが1924年（大正13年）7月30日に運行を開始する。当初は都南自動車商会と森ヶ崎人力自動車の2社があり、のち1928年（昭和3年）11月24日に両社は統合して梅森自動車となった。
1931年（昭和6年）3月9日、国鉄大森駅から線路に沿った旧大森町内へのバス路線を運行する大森乗合自動車が設立されるが、発足直後の1932年（昭和7年）2月5日に目黒蒲田電鉄（現・東急）が買収、4月25日に一応自社で開業はするものの、ほどなく翌1933年（昭和8年）6月1日には目黒蒲田電鉄の子会社目蒲乗合に合併されてしまう。

京浜電鉄バスは1942年（昭和17年）5月1日の大東急発足で東京急行電鉄に組み込まれ、梅森自動車改め梅森蒲田自動車も同年12月1日には東京急行電鉄に事業一切を譲渡して解散。大田区東部のバスは大東急に一本化された。京浜電気鉄道から引き継いだ高輪営業所、雑色営業所は一時統合され、大鳥居営業所、そして再び雑色営業所と目まぐるしく名前を変えた。

### 東京営業所時代
1948年（昭和23年）6月1日、京浜急行電鉄は6年ぶりに大東急を離れ、独立会社として再スタートを切った。

東京急行電鉄が旧京浜電気鉄道と旧湘南電気鉄道から引き継いだバス営業所は、この際に湘南線（現・京急本線）横浜駅以南の三浦半島地区を中心に京浜急行に引き継がれたが、品川線の生麦駅以北については川崎市内が実質的に川崎鶴見臨港バスに移管されたほかは、大田区東部（蒲田・糀谷・羽田・大森地区）すなわち旧梅森自動車の路線と京浜電鉄バス国道線と羽田線が京急に戻り、旧大森乗合自動車の路線が加わった。これらの路線を管轄するため、京浜急行電鉄は東京急行電鉄高輪営業所を引き継ぐ「品川営業所」を設けた。この時点ですでに森ヶ崎線の運転が一部再開されていた。

その後、品川営業所は東京営業所と名前を改め、1949年（昭和24年）に京浜国道線の再開を迎える。東京乗合の旧東海道経由六郷線撤退以来19年ぶりに復活する形で都営バスが参入、両社共同運行の東京駅 - 川崎駅間という長距離路線が立ち上げられた。京急では京浜国道線に必要な車両の前線基地として、大田区六郷に雑色操車場を設ける。これは実質上、戦前の雑色営業所の復活に近かった。

この頃、京浜急行は日本空港ビルデングの子会社として設立されたばかりの日本空港リムジン交通（現・東京空港交通）とともに民間航空が再開されたばかりの羽田空港への連絡路線を開設することになり、所要車両数が増加するため、1954年（昭和29年）に東京営業所傘下の「大鳥居支所」として当営業所の原型が立ち上げられる。

1958年（昭和33年）、東京急行電鉄との相互乗り入れによる羽田空港 - 田園調布線が開業し、京浜急行バスは大田区西部の東急バスエリアに進出した。またほぼ同時に、新日本観光（現・はとバス）との共同運行による定期観光バス「都内・江ノ島・鎌倉周遊Hコース」が開設された。

### 羽田営業所設立
1959年（昭和34年）、東京営業所は雑色操車場内に移転し蒲田営業所へ名称変更した。このとき、大鳥居支所は都内2番目となる営業所に昇格し、現在まで続く羽田営業所を名乗った。

東京営業所が担当していた路線のうち、主に羽田空港と国鉄蒲田駅を発着する路線を割り振られたが、川崎鶴見臨港バスとの共管による蒲田駅から川崎市内への直通路線も多く運行された。都営バスとの共管路線だった京浜国道線は蒲田営業所に残った。また、この頃はまだ大森営業所が存在しておらず、現在は大森営業所が担当する国鉄大森駅発着路線も担当していた。
1964年（昭和39年）3月25日、京浜急行大師線の小島新田 - 塩浜間が国鉄への用地供出により休止となる。京急では産業道路駅と塩浜の間に代行バスを運行することにし、羽田営業所がその任に当たった。代行輸送は、1970年（昭和45年）11月に同区間が正式廃止となるまで続いた。

### 大森営業所独立から空港路線強化へ

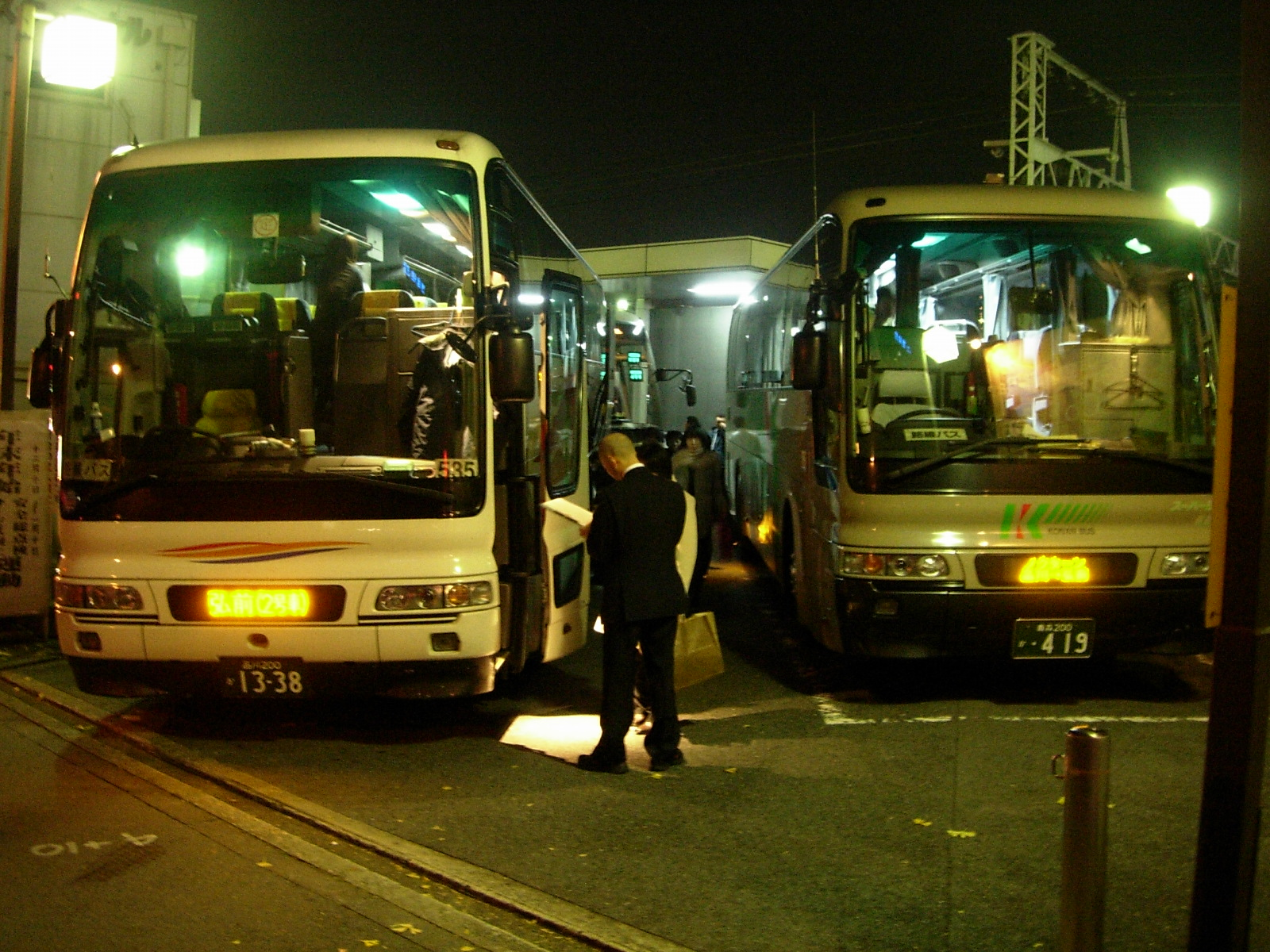
品川駅に停車するノクターン号
左が京浜急行、右が弘南バスの車両

1968年（昭和43年）、高速道路を経由する本格的空港連絡路線として現在も存続する羽田空港 - 横浜駅線の運行を開始した。1970年（昭和45年）には大田区平和島に新設された大森営業所へ大森駅発着路線を移管し、羽田空港関連の路線だけが羽田営業所の所管として残った。
その後、旧蒲田営業所の後身だった雑色車庫を吸収合併して、都内一般路線の基礎が出来上がった。一方で、他社との共管路線は早々に縮小の傾向をたどり、1970年（昭和45年）末をもって京浜国道線を廃止、都営との共管を解消すると、1973年（昭和48年）には臨港バスとの共管路線をすべて廃止。さらに1976年（昭和51年）、東急バスとの共管だった羽田空港 - 田園調布駅線が京急単独となり、東急は大田区の東海道線以東から撤退した。
1979年（昭和54年）の横浜シティ・エア・ターミナル（YCAT）開業に伴い、京急初の成田空港路線となるYCAT - 成田空港線の運行を開始し、当営業所が担当となった。この時のYCATは横浜駅から離れた横浜市神奈川区大野町（現・ヨコハマポートサイド地区C-4街区）に置かれたため、京急では横浜駅東口とYCATを結ぶ直行シャトルバスも運行した。
1986年（昭和61年）12月26日には、弘南バスとの共同運行により、夜行高速バス「ノクターン号」を運行開始し当営業所が担当となる。これは京急初の本格的長距離高速路線への参入となった。
1988年（昭和63年）7月5日には、京成電鉄・東京空港交通との共同運行で、羽田発着初の中距離空港連絡路線となる羽田空港 - 千葉線の運行を開始した。
1991年（平成3年）8月11日には夜行高速バス「シルフィード号」を京都交通との共同運行で運行開始した（2019年（令和元年）5月12日をもって運行休止）。

### 京浜島営業所の独立
1993年（平成5年）9月、羽田空港の沖合展開による新国内線ターミナル（現・第1ターミナル）が完成する。京浜急行電鉄は京急空港線を延伸して新ターミナル直下に乗り入れる工事を進めたが間に合わず、1998年（平成10年）11月18日の開業まで約5年間、バスのみで空港連絡輸送に取り組んだ。

しかし、空港島内の第1ターミナルから本土側にある羽田営業所本所までは遠回りのアクセス道路を経由しなければならず、長い回送距離が必要とされた。このため1994年（平成6年）12月、空港北トンネルを通じて空港島と直結する大田区京浜島に京浜島車庫を新設。羽田空港を発着するリムジン路線が移管された。京浜島車庫は1997年（平成9年）3月、営業所に昇格する形で当営業所から独立。京急初のリムジン高速専用営業所が誕生した。

### 京急2番目のリムジン高速専用営業所
1999年（平成11年）には、都内一般路線の全線が分離子会社の京急バス（後の羽田京急バス）に移管され、当営業所はリムジン・高速専用となって新たな生き残りの道を探ることになった。当初の羽田営業所は現在と同じ所在地だったが、このときに旧・観光バスセンターの車庫・営業所棟を羽田営業所とし移転する形になった。
2007年（平成19年）3月18日、PASMOのサービス開始と同時にシステムを導入したが、当営業所で利用対象となるのは空港リムジン路線、中距離高速路線の一部に限られ、当初からバス利用特典サービス（バス特）も適用されなかった。座席指定制に加え、片道運賃が1万円を超えることもある長距離高速路線ではそもそも導入が不可能である。

### 新子安への移転と閉鎖
2012年（平成24年）4月16日、京急は横浜・守屋町の首都高速道路横羽線子安ランプに近いJR新興駅ヤード跡の一部をJR貨物から取得、3番目のリムジン・高速バス専用営業所として新子安営業所を開設し、羽田営業所に残っていた路線の多くを移管した。
羽田営業所はその後も存続したが、同年11月30日、残った全路線が新子安・京浜島・そして羽田京急バス東京の各営業所に移管され、1959年（昭和34年）の設立から53年に及んだ歴史にいったん終止符が打たれた。なお旧羽田営業所敷地は引き続き、羽田京急バスへの運行委託車や高速・リムジンバスの共同運行会社車両の留置に使用されたほか、高速バスの予約業務を担当する京急高速バス座席センターも置かれていた。

### 羽田営業所の再興
京浜急行電鉄（京急）ではバス部門を分離独立させるにあたり、東武鉄道（東武バス）が採ったような中間持株会社形式への移行も視野に入れていた。すなわち、京浜急行バスには路線を置かず、羽田京急バス・横浜京急バス・湘南京急バスに全路線を移管して、京浜急行バスはこれらの管理統括会社（持株会社）とする方式である。
しかし、都内では大森と京浜島が京浜急行バスに残り、加えて羽田京急バスに採用された乗務員が推薦を受けて京浜急行バス本体に転籍する乗務員登用制度も設けられるなどしたため、完全移管にはかなりの時間を要すると見られていた。
その後、訪日外国人の急増や、2020年東京オリンピック・パラリンピックの開催決定により、バス需要が増加し運転手不足が深刻化した。また複数の部門子会社が存在することによる管理部門の重複などの非効率も指摘されるようになった。そのため京急では一般路線の子会社への完全分離は不可能と判断した。
2018年（平成30年）4月1日付で、羽田京急バスをはじめとする分離子会社3社は京浜急行バス本体に吸収合併して解散、それまでの羽田京急バス東京営業所が京浜急行バス羽田営業所を名乗る形で、5年5か月ぶりに組織が再興された。

## 運賃・乗車券類
一般路線バスの運賃は東京都区内は240円（羽田空港域内も同様）、川崎市内は220円の均一料金を適用する。前述のとおり、空51、川76・77の各系統で東京都内と川崎市内にまたがって乗車する場合は全区間で東京都内運賃が適用される。
蒲田駅東口 - 京急蒲田駅・蒲田郵便局前、蒲田警察署→蒲田駅東口、蒲田駅東口 - 京急蒲田駅入口、羽田空港敷地内は100円均一（現金・IC共）。羽田空港内と本土の渡り乗車は300円。東京都内を経由し川崎市内まで行く場合も同額となる（前述）。

全路線・全車両でPASMO、Suicaなど全国相互利用に対応した交通系ICカードが使用できる。
2023年8月31日まで、大森営業所の所管路線も含めた都内一般路線が利用できる都内1日乗車券（500円）を発売していた。ただし、1日乗車券での空港渡りは60円を支払う必要がある。空51、川76・77の各系統で川崎市内にまたがって乗車する場合と深夜・早朝バスの森11・蒲30、「（川崎駅 -）蒲田駅 - 羽田空港」線に乗車する場合は、乗車全区間の運賃を支払わなければならない（差額を払っても利用不可）。

## 現行路線

### 一般路線

#### 大森 - 羽田空港線
- 森11：大森駅東口 - 大森海岸駅 - 平和島駅 - 北糀谷 - 六間堀 - 羽田空港第3ターミナル - 羽田空港第2ターミナル（早朝バス）
- 森21：大森駅東口 - 大森海岸駅 - 平和島駅 - 北糀谷 - 六間堀 - 羽田空港第3ターミナル - 羽田空港第1・第2ターミナル
- 森21：大森駅東口 - 大森海岸駅 - 平和島駅 - 北糀谷 - 六間堀 - 天空橋駅 - 羽田車庫
- 森23：大森駅東口 - 大森海岸駅 - 平和島駅 - 北糀谷 - 羽田車庫

大森駅と羽田空港・羽田車庫を産業道路経由で結ぶ路線。京浜急行電鉄東京営業所時代の1950年（昭和25年）5月15日に運行を開始したとの記録を有する。
森11系統は早朝バスで、早朝に大森駅東口発便が運行される。基本的には森21系統と同じ経路で運行されるが、羽田空港第2ターミナルが終着となっており、羽田空港第1ターミナルへは乗り入れない。早朝バスのため乗車には割増運賃が適用される。
森21系統は大森駅東口から平和島駅・六間堀経由で羽田空港を結ぶ路線である。森11系統と異なり、日中時間帯も運行され、羽田空港第1・第2ターミナルを経由する。朝晩に入出庫便として羽田車庫発着の便が設定されている。
森23系統は早朝・夜間に運行される大森駅東口 - 羽田車庫への出入庫便である。森21系統とは異なり六間堀を経由せず、大鳥居交差点を左折して最短ルートで羽田車庫へ向かう。
なお京浜急行電鉄時代には、大森駅から先東急バスの大森線と似た経路で洗足池へ立ち寄り、そこから東急東横線・目蒲線（現・目黒線）の田園調布駅まで行く園11系統も存在し、1976年（昭和51年）までは東急との相互乗り入れも行われていた。同系統は1998年（平成10年）3月19日限りで廃止、大森駅 - 羽田空港の区間を森21系統と統合された（後述）。

#### 蒲田 - 羽田空港線
- 蒲30：蒲田駅東口 - 京急蒲田駅入口 - 京急蒲田駅 - 糀谷駅 - 大鳥居 - 六間堀 - 羽田空港第3ターミナル - 羽田空港第2ターミナル（早朝バス）
- 蒲31：蒲田駅東口 - 京急蒲田駅入口 - 京急蒲田駅 - 糀谷駅 - 大鳥居 - 六間堀 - 天空橋駅 - 羽田空港第3ターミナル - 羽田空港第1・第2ターミナル（※2025年2月15日改正より、午後の蒲田駅行き1本のみに縮小）
- 蒲32：蒲田駅東口 - 京急蒲田駅入口 - 京急蒲田駅 - 糀谷駅 - 大鳥居 - 六間堀 - 天空橋駅 - 穴守稲荷 - 羽田車庫
- 蒲33：蒲田駅東口 - 京急蒲田駅入口 - 京急蒲田駅 - 糀谷駅 - 大鳥居 - （環八経由） -（羽田車庫） - 穴守稲荷 - 天空橋駅

JR蒲田駅から環八通りと産業道路を経由し、羽田空港・羽田車庫・天空橋駅へ至る路線である。この系統の歴史は戦前の京浜電気鉄道時代まで遡り、1930年（昭和5年）に蒲田駅と稲荷橋の間で営業を始め、翌1931年（昭和6年）には東京飛行場前まで延長されたという記録が残っている。戦争により一時休止されるが、京浜急行電鉄品川営業所時代の1950年（昭和25年）に再開され、現在まで続く路線の基礎ができた。
羽田空港へ行く路線としては、後述する萩中経由の蒲40・41系統も存在しているが、蒲40・41系統が蒲田女子高・萩中を経由するのに対し、蒲30・31系統は南蒲田交差点から大鳥居まで環八通りを通行し、日の出通り・糀谷駅を経由、京急空港線と並行する。なお蒲31系統の一部便は六間堀・天空橋駅経由で羽田車庫発着となっている。また、大鳥居から環八通りをまっすぐ羽田車庫へ向かう蒲33系統も存在する。2022年12月16日改正で蒲31系統のうち羽田空港発着が大幅減便され、羽田空港行きは早朝のみ、蒲田駅東口行きは午後の1本のみとなり、2025年2月15日ダイヤ改正で蒲31系統の羽田空港行きは消滅する形となった。代替として蒲33系統を天空橋駅まで延伸、羽田車庫発着（早朝の蒲田駅東口行きのみ天空橋駅発（羽田車庫から回送）を含む）を蒲32系統に変更した。蒲33系統のうち天空橋駅行きは朝のみ、蒲田駅東口行きは早朝に羽田車庫発、夕方から夜にかけて天空橋駅発が運転される。天空橋駅行きは穴守橋、天空橋駅発蒲田駅東口行きは羽田車庫を通過する。
蒲30系統は2010年（平成22年）10月21日の国際線ターミナル開業に伴い新設された蒲田駅東口発の早朝バスである。経路は蒲31系統とほぼ同一であるが、大森駅東口発着の森11系統と同じく、羽田空港第1ターミナルへは向かわず、羽田空港第2ターミナルが終着となっている。
2012年2月25日には、蒲田駅発の全系統に対して、あやめ橋を経由するルートに変更、さらに2016年（平成28年）4月1日付で京急蒲田駅周辺の経路が変更され、蒲田駅方面は西口駅前広場、大鳥居方面は東口駅前広場を経由し、京急蒲田駅入口についても両方向とも停車するようになった（萩中線と六郷線は蒲田五丁目を経由し、あやめ橋と京急蒲田駅は経由しない）。

#### 森ヶ崎線
- 川76：川崎駅東口 - 川崎競馬場 - 六郷橋 - 本羽田一丁目 - 大師橋下 - 大鳥居 - 北糀谷 - 前の浦 - 森ヶ崎

大森営業所から移管された路線で、川76系統は2000年（平成12年）10月1日付で旧京急バスに移管された。
路線の基礎は1924年（大正13年）に都南自動車商会が立ち上げたものである。この区間では既に人力車の運行があり、人力車を運営していた平林商会は事業防衛のため乗合自動車にも参入して森ヶ崎人力自動車となり、梅森自動車、梅森蒲田自動車、そして大東急バスへとつながっていく（前述）。分離独立で京浜急行に移行して間もない1948年（昭和23年）11月1日、蒲田駅 - 森ヶ崎間の運行を再開。その後、道路の狭い北糀谷・東蒲田経由を取りやめ、国道131号を南下して穴守線（現・空港線）大鳥居駅に出るルートに変更される。
川76系統は羽田特別出張所まで川空線と同一で、そこから産業道路を北上して大鳥居、北糀谷を経て森ヶ崎に至る路線。京浜急行電鉄蒲田営業所時代の1960年（昭和35年）に運行を開始 したもので、大田区本羽田・南六郷地区と川崎駅を結ぶ路線としては川76系統の方が古い。六郷営業所を経て1973年（昭和48年）に森ヶ崎線と統合されて大森営業所へ移り、2000年（平成12年）10月1日付で羽田京急バスへ移管となった。その後は2004年（平成16年）の空51系統一般路線化でそちらにシフトしていき、現在は朝夕のみ少数便が運行されている。

#### 萩中線
- 蒲40：蒲田駅東口 - 蒲田郵便局前 - 出雲小学校 - 萩中 - 六間堀 - 天空橋駅
- 蒲41：蒲田駅東口 - 蒲田郵便局前 - 出雲小学校 - 萩中 - 六間堀 - 羽田空港第3ターミナル - 羽田空港第1・第2ターミナル
- 蒲42：蒲田駅東口 - 蒲田郵便局前 - 出雲小学校 - 萩中 - 六間堀 - 天空橋駅 - 羽田整備場
- 蒲43：蒲田駅東口 - 蒲田郵便局前 - 出雲小学校 - 萩中 - 六間堀 - 天空橋駅 - 羽田車庫
- 蒲46：蒲田駅東口 - 蒲田郵便局前 - 出雲小学校 - 萩中 - 大鳥居 - 北糀谷 - 森ヶ崎

蒲40・蒲41系統は、JR蒲田駅から第一京浜・七辻通り・萩中を経由して羽田空港へ至る路線である。空港アクセス路線としても利用されるが、京急空港線の南側にある大田区南蒲田、東六郷、萩中、本羽田地区と蒲田駅を結ぶ地域輸送、またJCHO東京蒲田医療センター（旧・社会保険蒲田総合病院）へのアクセスを確保する病院輸送、さらには都立つばさ総合高校（旧・都立羽田高校、羽田工業高校）や地元の学校法人簡野学園が設立する羽田国際高校（旧・蒲田女子高校）、羽田幼児教育専門学校、ふぞく保育園への通学輸送、東京計器本社、永谷園技術開発センター（旧六郷工場）への通勤輸送といった、生活路線の意味合いも強い。なお、日ノ出通り・大鳥居・六間堀経由便とは異なり、蒲田警察署（蒲田駅行のみ停車）と蒲田郵便局前を経由し、京急蒲田駅は通らない。
京浜急行電鉄羽田営業所時代の1962年（昭和37年）6月1日に開設され、蒲田駅発のみ京急蒲田駅を経由していた。しかし京急蒲田駅周辺の高架化工事進捗に伴う2012年（平成24年）2月25日実施のダイヤ改正で蒲田駅発も蒲田郵便局前を経由する経路変更が実施され、萩中を経由する全系統は京急蒲田駅を完全に通らなくなった。
蒲40系統（初代）は1990年代前半まで、京浜急行羽田営業所時代に蒲田駅から京急大師線川崎大師駅を結ぶ路線（川崎大師への初詣バスとして正月三が日のみ運行）の系統番号であったため、現在の蒲40系統は2代目となる。
蒲40系統は、HANEDA INNOVATION CITY開業に伴う2020年7月3日のダイヤ改正で、羽田空港第3ターミナル発着から天空橋駅発着に短縮された。
蒲43系統は、2010年10月21日のダイヤ改正で、大部分が蒲40系統にシフトされた上で大幅に減便され、現在は平日ダイヤで朝と夜に、土休日ダイヤで夜のみの運行に縮小された。その結果、蒲43系統は荏原製作所本社、ヤマト運輸羽田クロノゲートへの通勤に使えなくなった。その代替で羽田京急バス→京浜急行バスは、ヤマト運輸羽田クロノゲート - 蒲田駅への専用連絡バスを運行開始した。また、ヤマト運輸羽田クロノゲートの北側にかつて存在した大谷重工業羽田工場（現・合同製鐵）への通勤も考慮されていなかった。
蒲42系統は、平日朝の羽田整備場行と夕方の蒲田駅行1往復のみである。
2024年（令和6年）9月1日から平日のみ蒲40系統の一部を振り替える形で新たに蒲46系統を新設。大田区西糀谷2丁目・北糀谷・大森南から簡野学園への通学輸送とJCHO東京蒲田医療センター、並びに大田区萩中・本羽田から東京労災病院への病院輸送を想定する。それまでは自転車ないしモーターバイクしか直通交通手段がなく、都道6号羽田特別出張所交差点を蒲田方向から見て左右折する路線は萩中循環線以来60年ぶりの復活となった。平日の朝ラッシュから日中時間帯のみ運行。

#### 六郷線
- 蒲73：蒲田駅東口 - 蒲田本町 - 雑色駅通り -  六郷神社 - 六郷橋 - 本羽田一丁目 - 大師橋下 - 六間堀 - 天空橋駅 - 穴守稲荷 - 羽田車庫
- 蒲74：蒲田駅東口 - 蒲田本町 - 雑色駅通り - 六郷神社 - 六郷橋
- 蒲74：蒲田駅東口 - 蒲田本町 - 雑色駅通り - 六郷神社
- 蒲75：蒲田駅東口 - 蒲田本町 - 雑色駅通り - 六郷神社 - 六郷橋 - 本羽田一丁目 - 大師橋下
- 蒲64：蒲田駅東口 - 南蒲田二丁目 - 雑色駅 - 六郷橋（免許のみ）

蒲田駅から蒲田本町を経由し、六郷神社・六郷橋・大師橋下・羽田車庫方面へ向かう路線群。南六郷二丁目団地や大田区蒲田本町、仲六郷の地域輸送、関西ペイント東京事業所やイワセ・エスタ東京本社などへの通勤輸送の他、都立つばさ総合高校への通学輸送、Olympic本羽田店、ホームセンターコーナン本羽田萩中店、オーケーストアサガン店・仲六郷店・南六郷店などへの買い物客輸送など多彩な役割を持つ。かつては、コーナン本羽田萩中店の場所にあった新家工業東京工場への通勤輸送も重要な地位を占めていた。
蒲73系統は蒲田駅と羽田車庫を蒲田本町経由で運行する入出庫便。蒲74系統は蒲田駅と六郷橋・六郷神社を結ぶ路線、蒲75系統は蒲田駅と大師橋下を結ぶ路線となっている。いずれも蒲73系統と同経路で運行。中型車で運行される。

蒲64系統は、京浜急行電鉄時代の1964年（昭和39年）から1973年（昭和48年）まで存在した六郷営業所への出入庫路線だったが、雑色地区での迂回運転を行うために免許だけ存続させているもの。雑色商店街さくらまつり（毎年3月）、サマーフェスティバル、大田区花火の祭典（毎年8月）、六郷神社大祭などで活用される。花火の祭典終了後に運行される六郷橋→京急蒲田駅→蒲田駅東口行の臨時急行便も存在する。

#### 川空線
- 空51：羽田空港 - 空港二丁目交差点 - 六間堀 - 大師橋下 -  本羽田一丁目 - 六郷橋 - 川崎競馬場前 - 川崎駅東口
- 空84：大師橋駅前 - 殿町 - 天空橋駅 - 羽田空港第3ターミナル（川崎鶴見臨港バス塩浜営業所と共同運行）
- 川77：川崎駅東口- 川崎競馬場 - 六郷橋 - 本羽田一丁目 - 大師橋下 - 六間堀 - 天空橋駅 - 穴守稲荷 - 羽田車庫
- 川77：大師橋下 → 本羽田一丁目 → 六郷橋 → 川崎競馬場 → 川崎駅東口

空51系統は、川崎駅から六郷橋・六間堀を経由し羽田空港へと向かう路線。1987年（昭和62年）4月18日に、リムジン扱いで新設された路線である。リムジン路線の時代は途中停留所はすべて通過だったが、2004年（平成16年）9月16日付で一般路線扱いに切り替えの上、羽田京急バス自社での運行となった。川崎市内を走行する京急バス一般路線としては最も本数が多く、かつ終日運行される唯一の系統である。運行は平日、土休日ともに完全な30分間隔。
出入庫便として羽田車庫発着の川77系統が朝、夜間帯に運行されるほか、始発のみ大師橋下発川崎駅行きの便が設定されている。ちなみに川77系統は大森営業所時代は大師橋下での折り返しだったが、京急バスへの移管時に羽田車庫まで延長された。

また、2024年9月より、川崎鶴見臨港バスの空84系統が羽田空港第3ターミナルまで乗り入れるようになるのと同時に、京急バスも同じ系統で運行を開始。運行は平日、土休日ともに昼間の時間帯のみで、臨港バス、京急バスがあわせて30分おきに交互に運行している。川崎市への京急バス一般路線バス乗り入れは、「川81」系統→「空81」系統（廃止）と先述の「空51」系統に次いで、これが3例目となる。

なお、これらの路線は、空港渡り運賃・東京都区内均一運賃・川崎市内均一運賃の運賃体系があるため、乗降停留所よっては乗務員に降車地を申告しなければならない。一方、同じ都県境を跨る東急バスの反01系統（五反田駅 - 川崎駅ラゾーナ広場）とは異なり、東京・川崎渡り加算運賃は適用しない。

#### 空港内循環線
- 空71：羽田空港第1ターミナル - 西貨物 - 空港警察署前 - 羽田空港第2ターミナル - 羽田空港第1ターミナル（空港貨物循環）
- 空71：羽田空港第1ターミナル → 羽田空港第2ターミナル - 南新整備場 → 空港二丁目交差点 → 天空橋駅 → 羽田車庫
- 空71：羽田車庫 → 天空橋駅 → 空港二丁目交差点 → 羽田空港第1ターミナル
- 空72：羽田空港第1ターミナル - 西貨物 - 空港警察署前 - 羽田空港第2ターミナル - 東新整備場 - 南新整備場 - 西新整備場 - 羽田空港第1ターミナル（貨物・新整備場循環）

空71循環線は、第1・第2ターミナル周辺の敷地内にある施設を循環していく完全な通勤路線。第3ターミナルは経由しない。当初は羽田車庫から羽田駅（現・天空橋駅）を通り（旧）羽田空港ターミナルを循環する路線で、京急空港線の羽田駅から（旧）ターミナルへのアクセスのため1993年（平成5年）4月に新設された。その後も羽田空港国内線の第1ターミナルへの移転や東京モノレールの羽田空港駅（現・羽田空港第1ターミナル駅）延伸、第2旅客ターミナルの開業などを経て現在の形となった。現在は入出庫便として羽田車庫発着となっている。
空72循環線は、新整備場地区の利便性向上のため新設されたもので、運行本数は毎時1本。過去には夜間に羽田車庫行きが新整備場地区を経由するのみだったが、日中も路線バスが運行されるようになった。

#### 空港シャトルバス

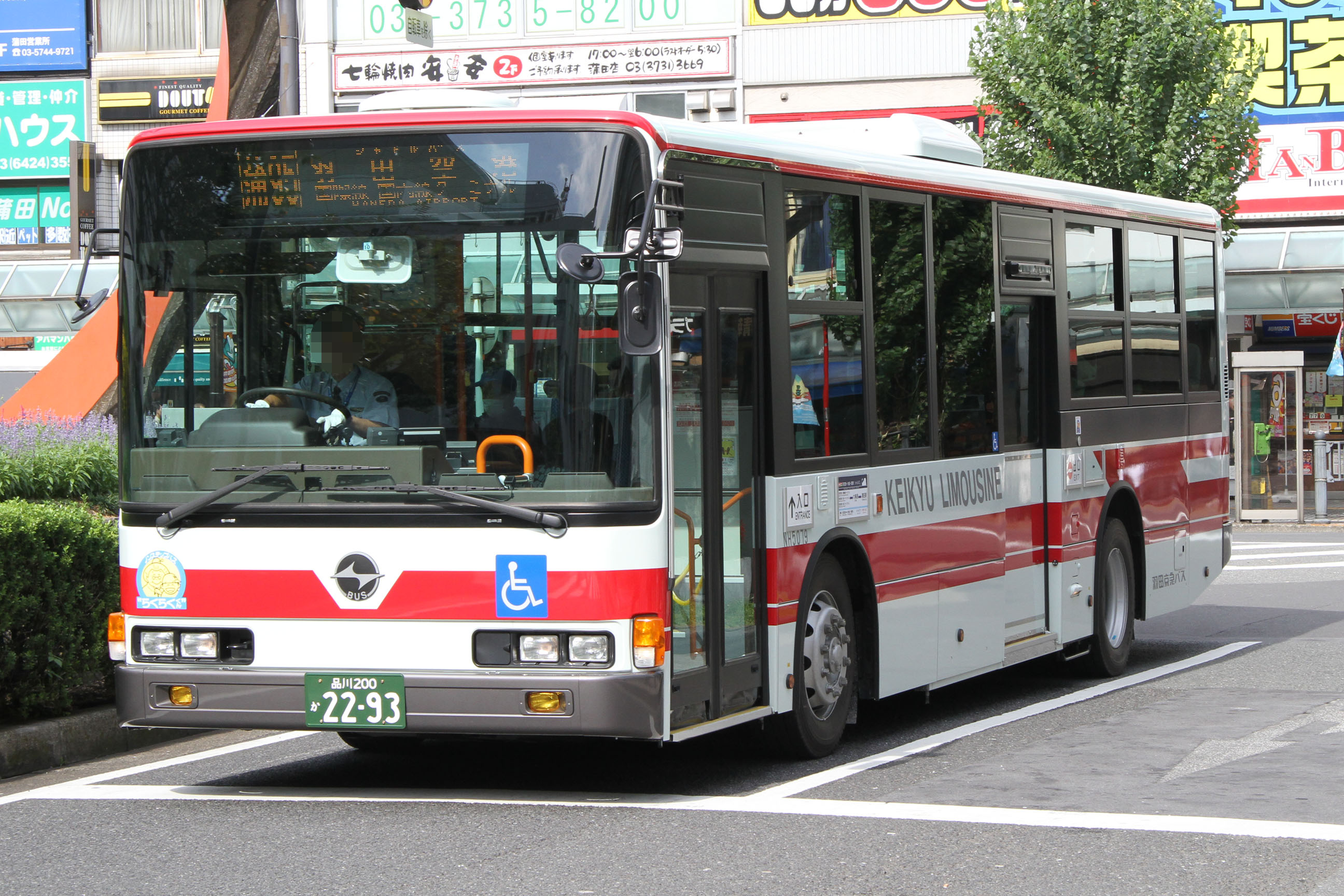
空港シャトルバス（蒲95）の車両 (NH5079)

- 蒲95：蒲田駅東口 - 大鳥居 - 羽田空港第3ターミナル - 羽田空港第1・第2ターミナル
- 深夜早朝アクセスバス：川崎駅東口 - 蒲田駅東口 - 大鳥居 - 羽田空港第3ターミナル - 羽田空港第1・第2ターミナル

2010年（平成22年）10月21日運行開始。蒲田駅と羽田空港を短時間で結ぶ路線で、蒲33系統と空71系統の羽田車庫発着便を組み合わせ、それらを直行化したもの。蒲95という系統番号は「空港」に由来する。
蒲田駅の乗り場はグランデュオ蒲田東館内の蒲田駅東口交番前に置かれ、蒲31、41系統などと独立した格好となった。大田区役所入口交差点を経由し、ほぼ全区間に渡り環八通りを走る。蒲田駅 - 羽田空港内までで停車する停留所は大鳥居のみである。運行間隔は朝と夕方の一部時間帯を除き、毎時2本の完全な30分間隔である。2025年2月16日にダイヤ改正を実施し、蒲31系統の羽田空港行きが運行終了するのに伴い増便を実施。蒲田駅発は朝方が約15分～20分間隔で、9時以降は毎時10分・40分発の30分間隔(※夕方に55分発が2本加わる)、羽田空港第2ターミナル発は毎時25分・55分発のほぼ終日約30分間隔(※夕方に第2ターミナル10分発が加わる時間がある）に改正される。
この路線には専用車として、ハイバックシートを備えた京急リムジン塗装のノンステップバスが充てられているが、まれに一般車が代走する場合もある。

深夜早朝アクセスバスは、国土交通省の要請を受けて2014年（平成26年）10月から運行を開始したもので、蒲95系統を一旦蒲田駅に立ち寄った上で、川崎駅まで延長したものである。羽田空港発が午前1時台と2時台の2本、川崎駅発は午前3時台に1本設定されている。
かつては国際線ターミナル始発で蒲95系統と同じルートで蒲田駅に向かい、武蔵新田駅や都立大学駅方面へ行く深夜バスも設定されていたが、短期間で廃止されている（後述）。

#### 羽田空港ターミナル間無料連絡バス
- ターミナル循環：羽田空港第1ターミナル → 羽田空港第3ターミナル → 羽田空港第2ターミナル → 羽田空港第1ターミナル
- 国内線ターミナル循環：羽田空港第1ターミナル → 羽田空港第2ターミナル → 羽田空港第1ターミナル

無料連絡バスは、京浜急行バスが日本空港ビルデングより受託運行する路線である。原則的に「東京空港ビルデング」「東京国際空港ターミナル株式会社」および「京浜急行バス」と表記のある専用塗装の車両を使用し、一般塗装車による代走時は専用ステッカーを掲示する。
多客時には、第1・2ターミナルでは国内線ターミナルを循環する小循環と第3ターミナルを発着する大循環で乗り場を分離し、第3ターミナルでは係員による整列乗車の誘導を行う。スーツケースなど大きな荷物を持った乗客が利用することから、専用車はどの車両も座席が少なく、ホイールベース間の低床部分は座席が跳ね上げられ、荷物置き場や立席にしている。
2008年1月31日からは、東京都と国土交通省の支援によりハイブリッドバスの運行が開始され、専用塗装の三菱ふそう・エアロスターエコハイブリッドと日野・ブルーリボンシティハイブリッドが使用されている。また2008年2月15日から2月29日までは、日野・ブルーリボンシティのIPT（非接触充電式）ハイブリッドバスの試験走行が行われた。それ以前は非ハイブリッドの三菱ふそう・エアロスターといすゞ・エルガが専用車となっていたが、これらはハイブリッド車導入により一般路線に転用された。
2014年7月には、ブルーリボンシティハイブリッドが6台導入され、不調が続くエアロスターエコハイブリッドを置き換えた。この結果、無料連絡バス専用車はブルーリボンシティハイブリッドで統一された。2016年2月からは新型ブルーリボンハイブリッドが導入された。
2016年4月以降は、女性ドライバーが専属で乗務している（例外で男性ドライバーも乗務することがある）。
2020年に専用車両のカラーリングが変更され、国内線ターミナル循環は黄色に赤帯、第3ターミナル循環は黄色に緑帯となった。各専用車には停車するターミナルが大書されている。
2021年12月18日より大循環の走行ルートが変更となり、第3ターミナル→第1ターミナル→第2ターミナル→第1ターミナル→第3ターミナルの順に走行となる。それに伴い、小循環が廃止となる。

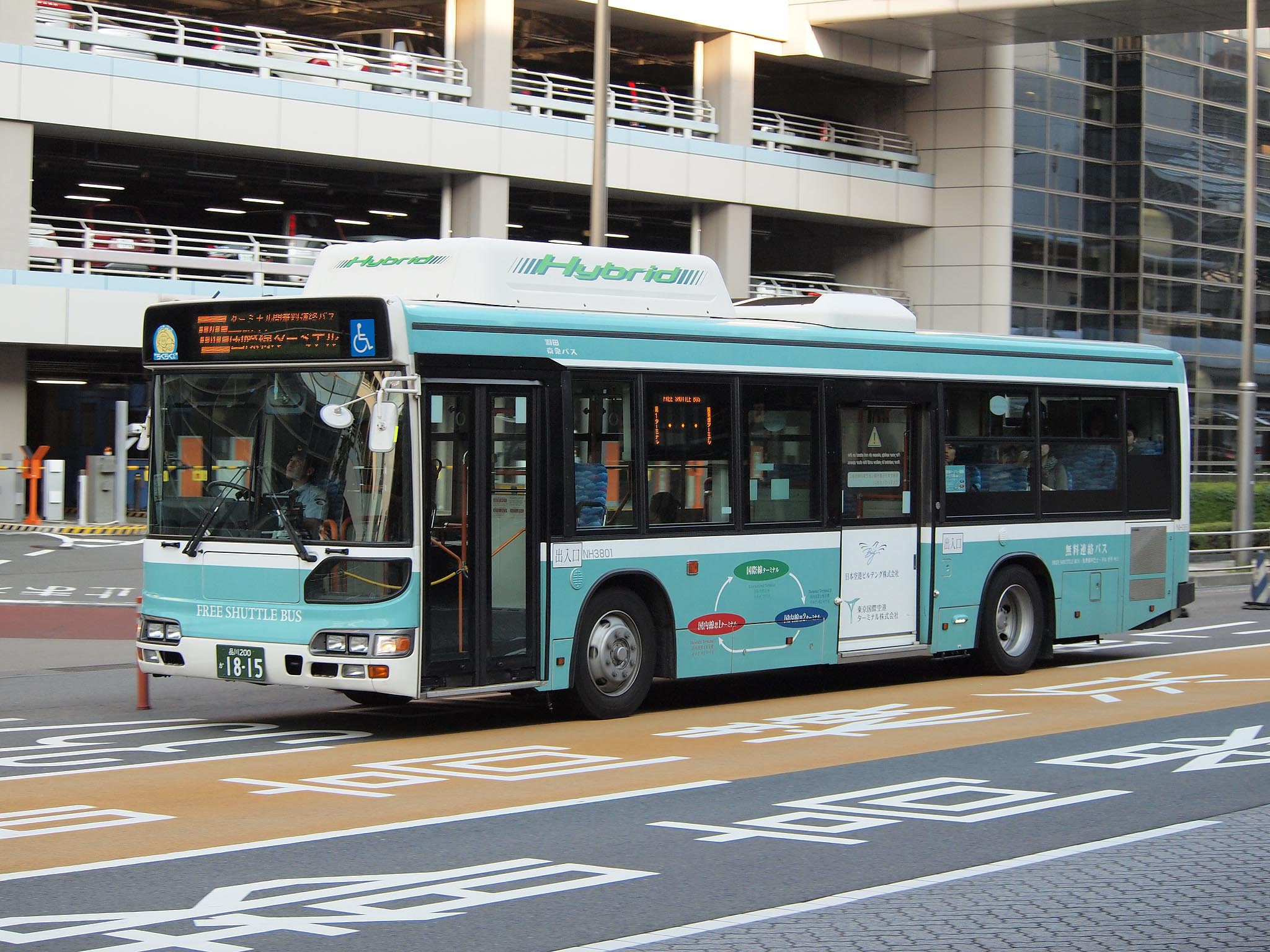
ブルーリボンシティハイブリッド(NH3801)
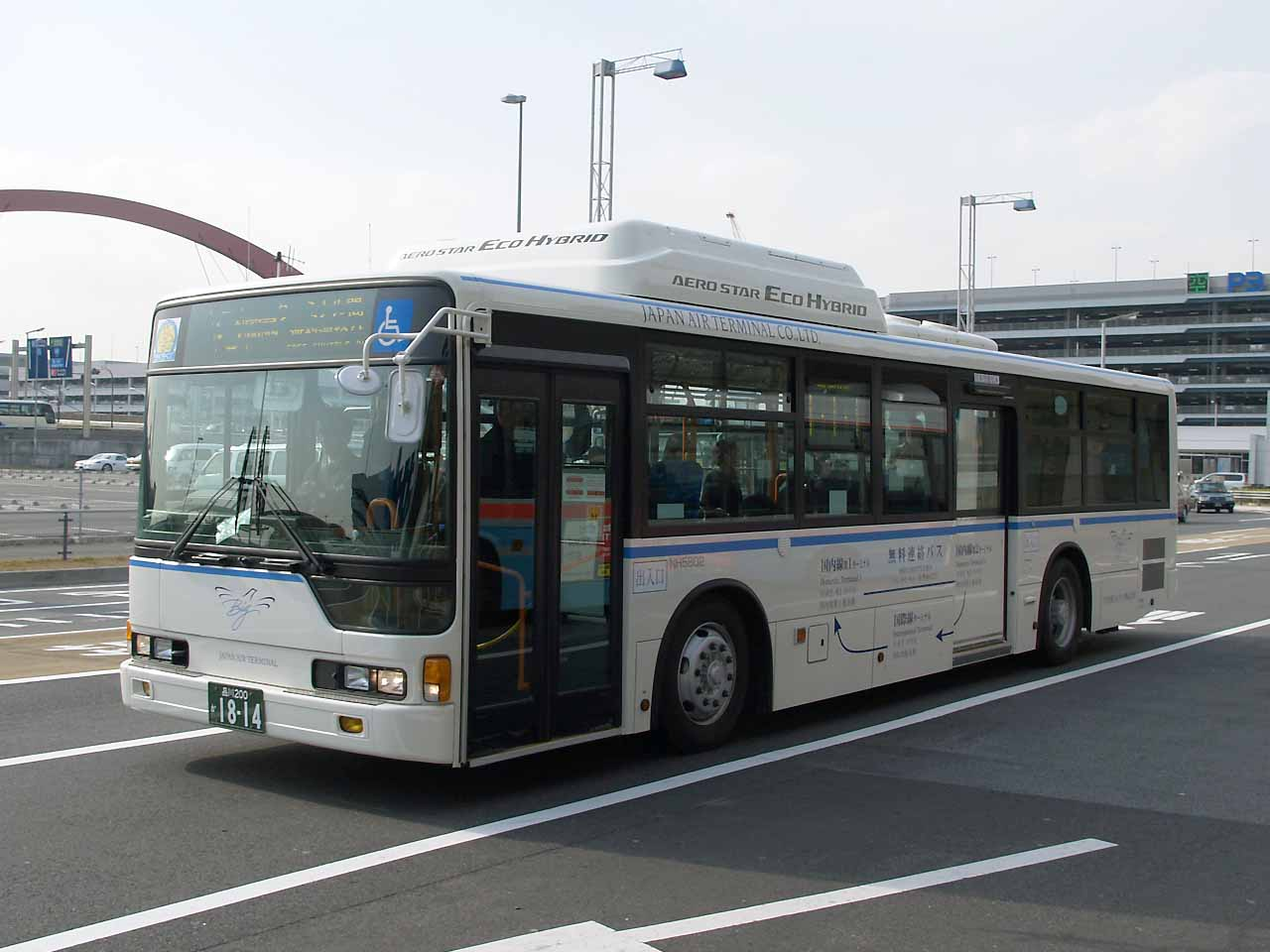
エアロスターエコハイブリッド(NH5802)
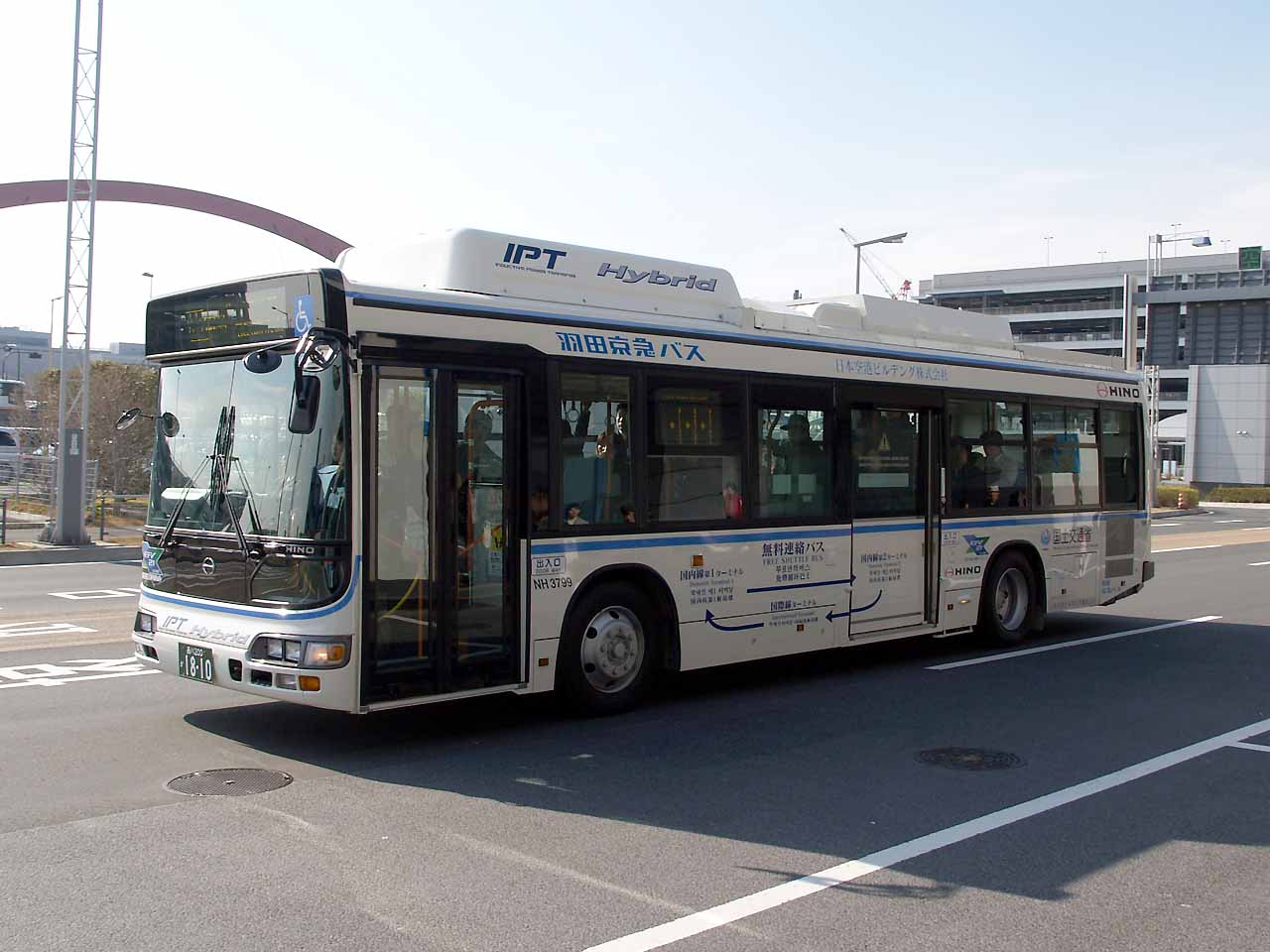
2008年に試験運行されたIPTハイブリッド車(NH3799)
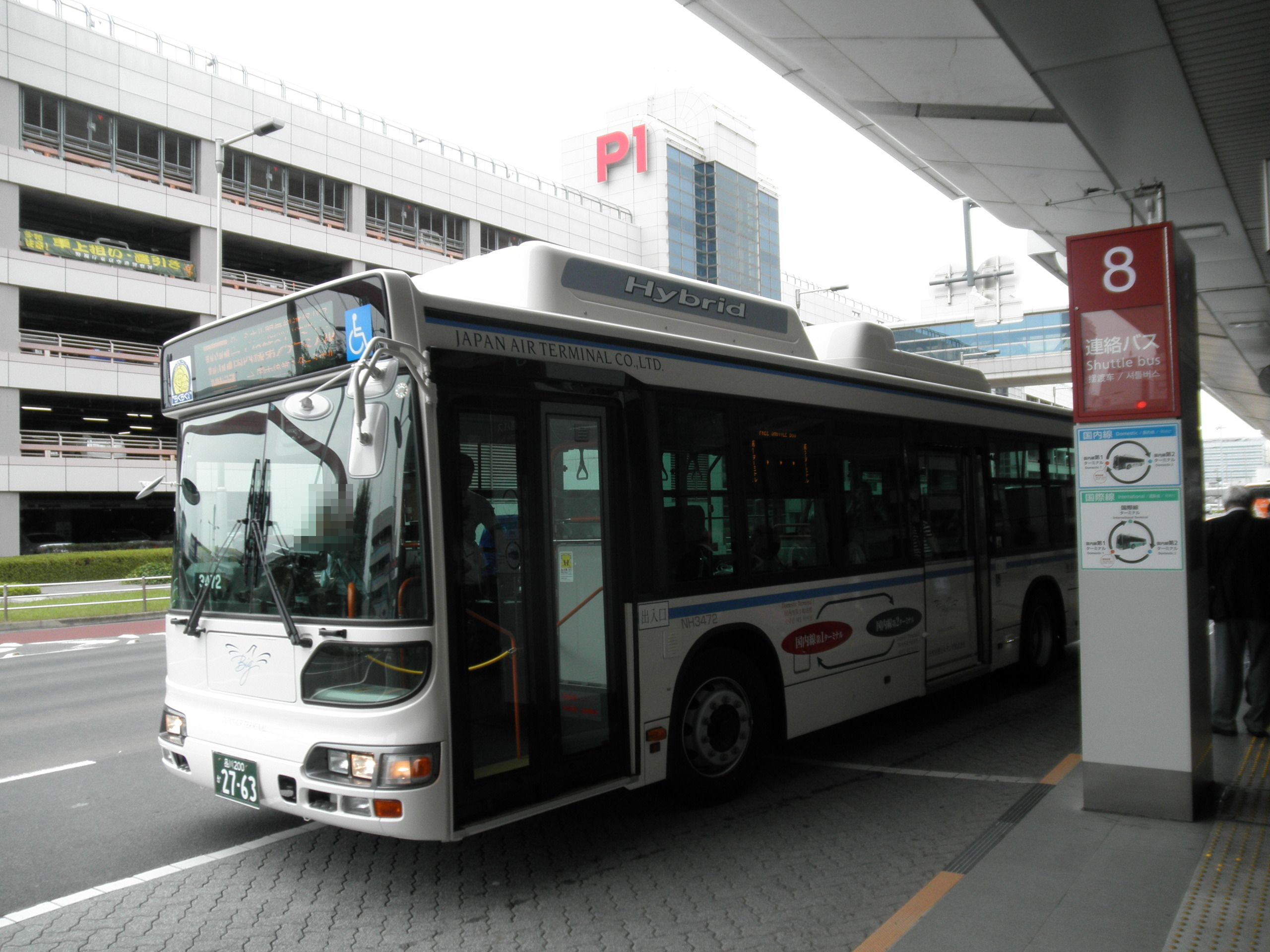
2014年7月に導入された、国内線ターミナル間無料連絡バス用のNH3472(LNG-HU8JMGP、ブルーリボンシティハイブリッドノンステップバス)
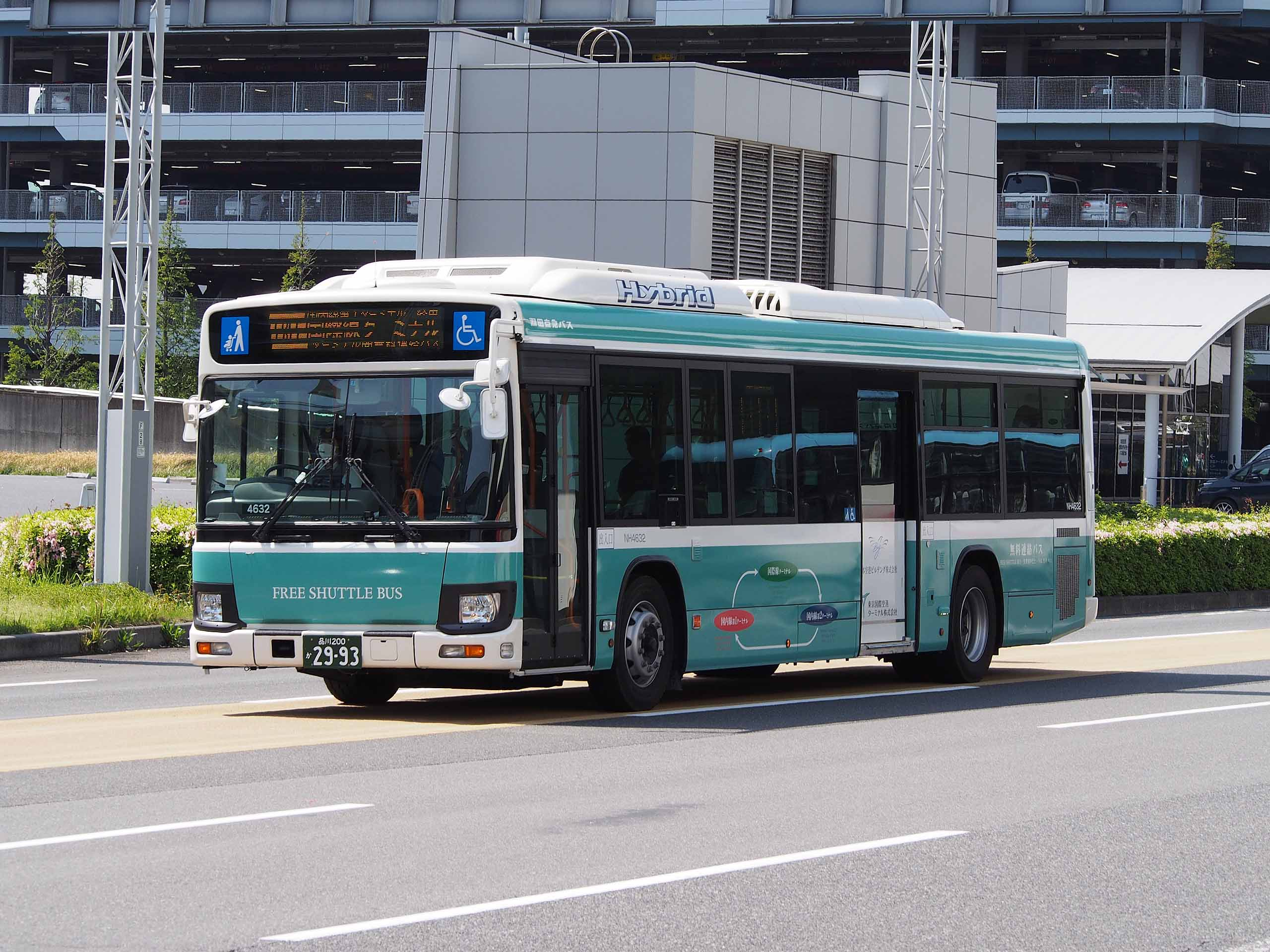
ブルーリボンハイブリッド(NH4632)

### 高速・空港リムジン路線

#### 空港リムジンバス
以下、羽田空港への空港バス発着地を示す。東京駅線以外は羽田京急バス時代には京浜急行バスから運行委託されていた。PASMO・Suicaなどの交通系ICカードが利用できる。
- 横羽線
  - YCAT線：羽田空港 - 横浜駅東口（YCAT）
  - 早朝深夜便：羽田空港（第3）- 横浜駅東口（YCAT）- 桜木町駅 - 横浜ロイヤルパークホテル - 横浜ベイホテル東急 - ヨコハマグランドインターコンチネンタルホテル（パシフィコ横浜）- 国際橋・カップヌードルミュージアム前
  - 横浜ロイヤルパークホテル - カップヌードルミュージアム前間は、深夜の空港発と早朝の空港行で停車順が異なる[8]。
  - 以前は［空91］という系統番号が付けられていた。

- 羽田空港 - 松戸駅 - 新松戸駅（京成バス・松戸新京成バスと共同運行）
  - 2018年（平成30年）9月1日開業。新松戸駅発着は2往復のみ。
  - 2024年（令和6年）4月1日より、当面運休[9]。
- 羽田空港 - 渋谷駅西口・渋谷マークシティ（東急バス・東京空港交通と共同運行）
  - 2020年（令和2年）10月1日新子安営業所から移管。
- 羽田空港 - 柏駅・柏の葉キャンパス駅・流山おおたかの森駅（東武バスセントラルと共同運行）
  - 2003年（平成15年）6月13日、運行開始[1]。
  - 2020年（令和2年）10月1日、新子安営業所から移管。
- 羽田空港 - 朝霞台駅・志木駅・ふじみ野駅（東武バスウエストと共同運行）
  - 2021年（令和3年）3月16日、新子安営業所から移管。
- 羽田空港 - 武蔵新田駅・久が原駅入口・田園調布本町・武蔵小杉駅東口・武蔵小杉駅(横須賀線口)（東急バスと共同運行）
  - 2022年（令和4年）4月16日、京浜島営業所から移管。
- 羽田空港 - 錦糸町駅・東京スカイツリータウン（東武バスセントラルと共同運行）
  - 2022年（令和4年）4月16日京浜島営業所から移管。
- 羽田空港  - 東京駅八重洲口（東京空港交通と共同運行）
  - 1965年（昭和40年）8月25日、急行バスとして運行開始[1]。
  - 2022年（令和4年）4月16日、京浜島営業所から移管。
- 羽田空港 - 品川シーサイド駅・大井町駅西口・大崎駅西口・武蔵小山駅（東急バスと共同運行）
  - 1994年（平成6年）6月24日、「羽田大井町線」として、京浜急行バス単独路線で運行開始[1]。
  - 2016年（平成28年）12月17日、「羽田大崎線」が東急バスとの共管で運行開始[10]。
  - 2020年（令和2年）9月1日、「羽田大崎線」と統合[1]。
  - 2022年（令和4年）4月16日京浜島営業所から移管。
  - 2023年（令和5年）3月1日、武蔵小山駅まで延長[1]。
- 羽田空港 - 吉祥寺駅（小田急バス・関東バス・東京空港交通と共同運行）
  - 2022年（令和4年）4月16日京浜島営業所から移管。
- 羽田空港 - 王子駅南口・赤羽駅東口（国際興業バス・東京バスと共同運行）
  - 2022年（令和4年）4月16日京浜島営業所から移管。

## 2012年閉鎖時の所管路線

### 羽田空港発着便
PASMO・Suica利用可能路線
- 品川シーサイド駅・大井町駅
- 草加駅・新越谷駅（東武バスセントラルと共同運行）
- 朝霞台駅南口・志木駅南口・新座車庫（東武バスウエストと共同運行）
- 国立がん研究センター・柏駅（東武バスイーストと共同運行）
- 西船橋駅・船橋駅（京成バスと共同運行）
- 二子玉川駅（東急バスと共同運行）
- 蘇我駅（小湊鉄道と共同運行）

PASMO・Suica利用不可能路線
- 吉祥寺駅（小田急バス・関東バス・東京空港交通と共同運行）
- 新富士駅・富士宮駅（富士急静岡バスと共同運行）
- 河口湖駅・富士急ハイランド・富士山駅・富士山五合目（富士急行と共同運行・五合目行は富士急単独で山開き期間中のみ）
- 君津バスターミナル・君津駅（日東交通と共同運行）

### 中距離高速バス
PASMO・Suica利用不可能路線
- 品川駅 - 袖ヶ浦バスターミナル・袖ヶ浦駅・長浦駅（小湊鉄道・日東交通と共同運行）
- 品川駅 - 袖ヶ浦バスターミナル・木更津駅（小湊鉄道・日東交通と共同運行）

### 定期観光バス
- 東京駅丸の内南口 - （高速） - 鎌倉・江の島地区コース（はとバスと共同運行）※京急担当便は原則として三菱ふそう・エアロエース
  - 予約発券など窓口業務はすべてはとバスが行い、京急は運行実務のみを担当していた。このスタイルは、当営業所の閉鎖により新子安へ移管された後も変わっていない。

### 長距離高速路線
- ノクターン号（弘南バスと共同運行）

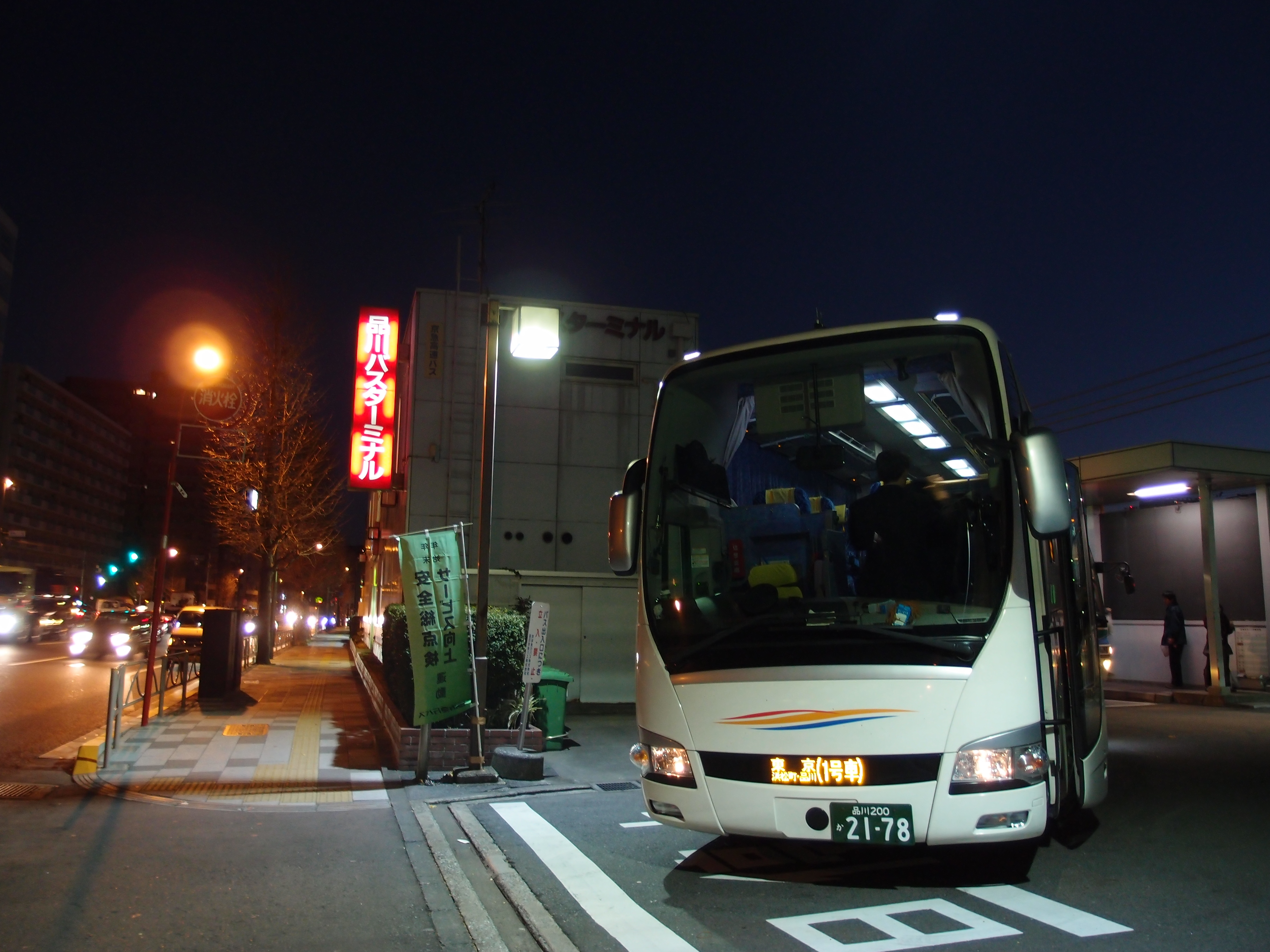
品川バスターミナルに到着したパイレーツ号

  - 横浜駅・品川バスターミナル・浜松町バスターミナル - 弘前バスターミナル・五所川原駅前
- キャメル号（日本交通・日ノ丸自動車と共同運行）
  - 品川バスターミナル・浜松町バスターミナル - 鳥取駅・倉吉駅
  - 品川バスターミナル・浜松町バスターミナル - 米子駅
- パイレーツ号（瀬戸内運輸と共同運行）
  - 品川バスターミナル・浜松町バスターミナル - 新居浜・西条・今治

このうちパイレーツ号は羽田営業所閉鎖に伴う新子安移管、2015年11月30日の京浜急行バス撤退・瀬戸内運輸単独運行化を経て、2016年4月15日より東京側の発着点を渋谷マークシティ・二子玉川駅に変更、東急トランセが参入の上で再び共同運行となった。

## 休廃止・撤退路線

### 高速路線

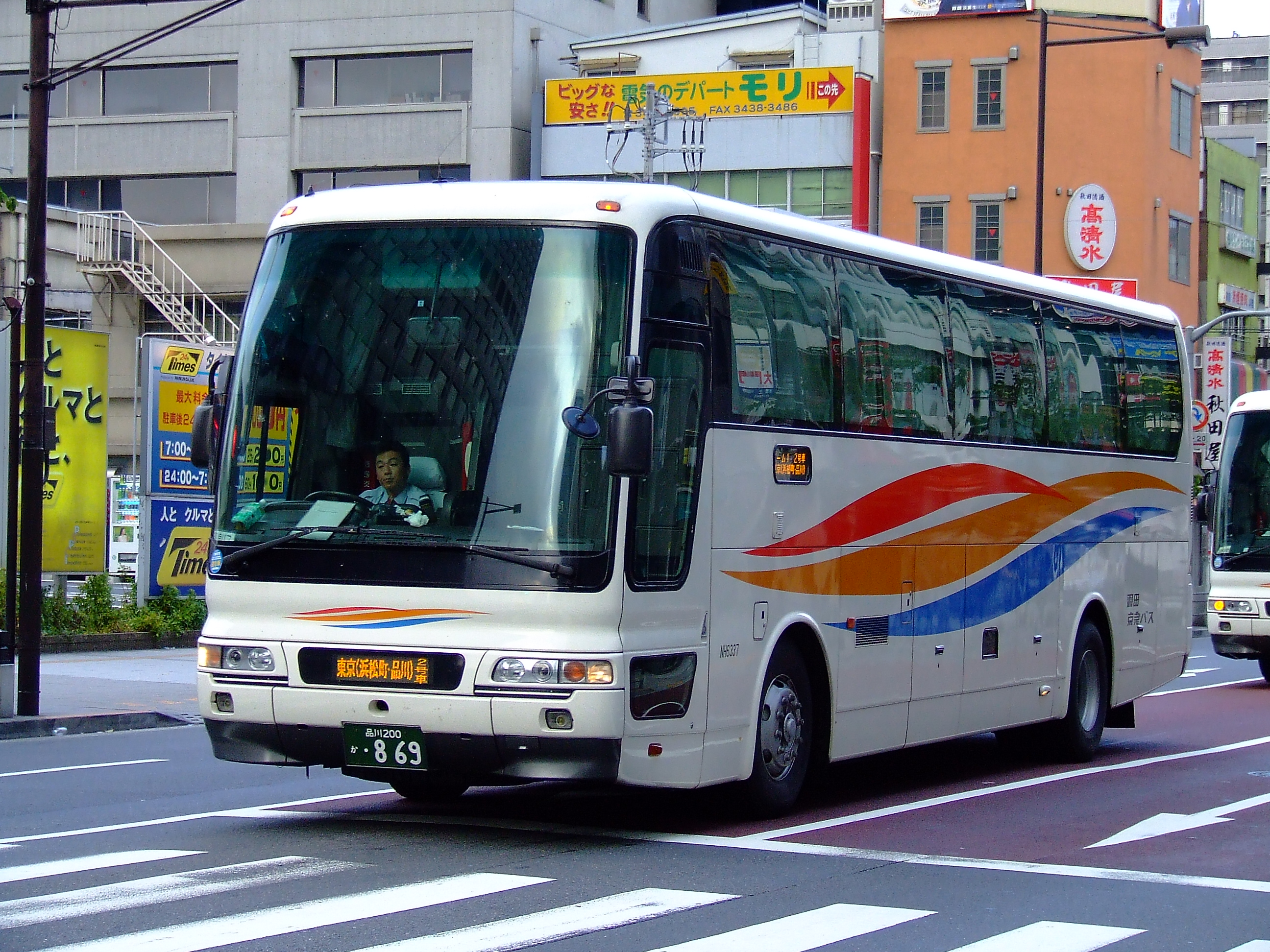
ビーム1号

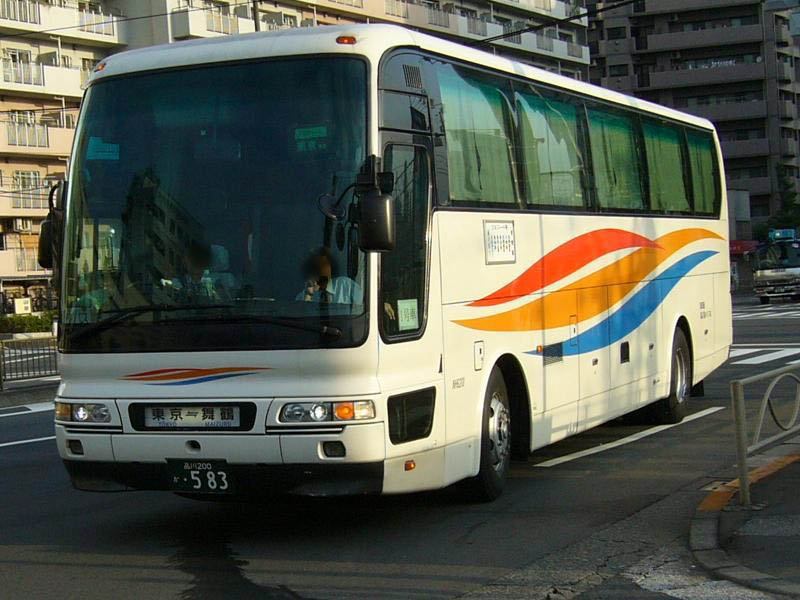
シルフィード号

- ビーム1号： 横浜駅東口 - 品川BT - 盛岡駅西口 - 宮古駅 - 山田 （岩手県北自動車と共同運行）
  - 1989年（平成元年）7月8日運行開始[11]。新型コロナウイルス感染症の影響による旅客需要の変動を理由に、2021年3月15日の運行をもって撤退。

- エディ号： 品川BT - 渋谷マークシティ - 淡路島 - 徳島駅 - 吉野川市（川島） （徳島バスと共同運行）
  - 1989年（平成元年）7月14日運行開始[11]。新型コロナウイルス感染症の影響による旅客需要の変動を理由に、2021年3月15日の運行をもって休止。

- シルフィード号： 品川BT - 浜松町BT - 舞鶴 （京都交通と共同運行）
  - 1991年（平成3年）8月11日運行開始[11]。乗務員不足を理由に、2019年5月12日の運行をもって休止。

### 空港リムジン路線
- 羽田空港 - 白馬線：羽田空港第3ターミナル・第1ターミナル・第2ターミナル - 白馬五竜・白馬駅・白馬八方バスターミナル[12]（アルピコ交通東京と共同運行[12][13]）
  - 2016年12月17日より運行開始[13]。冬季のみ季節運行。
  - 訪日外国人観光客をターゲットに開業した路線で、当初は羽田空港側は国際線ターミナルのみ停車していた[13]。
  - 2019年冬は同年12月21日 - 2020年3月15日の期間限定運行となった[12]。以降の運行予定は未定。
  - 運転手2名乗務、トイレ付き車両で運行[12]。3列独立シート、Wi-Fiサービス、ブランケット貸出あり。通訳用タブレット、車内モニターでの英語案内などインバウンド向けサービスを導入[13]。

- 羽田空港 - 石岡・水戸大洗IC・水戸駅南口・勝田駅西口・茨交勝田営業所・東海駅東口・新田中内・日立駅中央口（茨城交通、日立電鉄交通サービスと共同運行）
  - 2012年まで東京空港交通も共同運行に参加。京急側の採算性の問題と、同一持株会社内の重複整理、また日立電鉄交通と茨城交通の合併準備のため、2019年3月31日限りで京急と日立電鉄交通が撤退し、茨城交通による単独運行となった。
  - なお開設以来、交通系ICカードの利用はできなかった。

- 西口線：羽田空港 - 横浜ベイシェラトンホテル&タワーズ（横浜駅西口）
  - 新型コロナウイルス感染症の影響による旅客需要の変動を理由に、2021年3月15日をもって廃止。

### 移管路線

#### 一般路線

##### 川空線
- 空51：羽田空港 - （直行）- 川崎駅東口

1987年（昭和62年）4月18日の新設時はリムジン路線で、途中の停留所はすべて通過していた。2004年（平成16年）9月16日付けで一般路線化の上、羽田京急バスへ移管（前述）。

##### 平和島競艇場線
・森29： 大森駅東口 - 大森海岸駅 - 平和島ボートレース場
・平和39： 平和島駅 - 平和島ボートレース場
BOAT RACE平和島本場開催、およびSG全国場外発売時に運行される無料シャトルバス。本場開催日でもレースが行われている昼間のみの運行となる。本場開催日の夜間と、平和島劇場での場外発売のみの日は、ビッグファン平和島シャトル線を復路無料で利用できる。羽田京急バスの営業開始以前は羽田営業所も担当しており、2018年（平成30年）10月1日以降は羽田が主担当となるが、現在は大森営業所単独で担当。

##### 東糀谷六丁目線
- 蒲35：蒲田駅東口 - 京急蒲田駅入口 - 京急蒲田駅 - 糀谷駅 - 大鳥居 - 東糀谷六丁目

蒲35系統は蒲田駅東口から糀谷駅・大鳥居を経由し東糀谷六丁目へ向かう路線。京急空港線の駅から離れる大田区東糀谷（旧・糀谷町4・5丁目）とJR・京急本線を結ぶ地域輸送、ANA訓練センターへの通勤輸送に特化している。基本的に大型車だが、便によっては中型車を使用する。
東京営業所時代の1957年（昭和32年）に蒲田駅と羽田中学校の間で新設されたのが始まりで、1970年（昭和45年）の都営東糀谷六丁目アパート完成で利用者が増える。当時は六郷営業所所管だったが1973年（昭和48年）に大森営業所へ移管されて森ヶ崎線との共通運用が組まれた。2000年（平成12年）10月1日付けで京急バスに移管、森ヶ崎線と分離された。
2024年3月1日ダイヤ改正により大森営業所へ移管された。

#### 大森東五丁目線
- 蒲67：蒲田駅東口 - 京急蒲田駅入口 - 大森警察 - 大森東五丁目

蒲67系統は、蒲田駅から大森警察を経由して大森東五丁目へ向かう。京浜急行電鉄東京営業所時代の1957年（昭和32年）に蒲田駅と大森8丁目の間で開設された路線で、のちに大森営業所の担当となるが、2000年（平成12年）10月1日付けで蒲35、川76・77系統とともに京急バスに移管された。元は大森営業所の森27系統と同様に東京ガス大森工場への通勤輸送を目的としていた。1987年（昭和62年）の工場閉鎖後は生活路線として存続する。
蒲67系統の入出庫便として、系統名は設定されていないものの、羽田車庫 - 大森東五丁目の路線も存在する。
基本的に中型車での運行だが、稀に中型ロング車の日野・レインボーHRで運行されることがあった。
2023年3月1日のダイヤ改正で大森営業所に移管された。

##### ポートサイド線
- 141： ポートサイド - 横浜駅 - 美術の広場前 - パシフィコ横浜（2002年1月31日まで横浜市営バス本牧営業所と共同運行）

1989年（平成元年）の横浜博覧会輸送に合わせ、横浜市営バス本牧営業所が開設した路線を旧YCATまで延長するにあたり、京急が新規参入して共同運行になった。1986年（昭和61年）に納車されたノンステップバス試験車両が専属運用に就いていた。その後、京浜島営業所を経て2007年（平成19年）、横浜営業所（運行は横浜京急バス杉田営業所）に移管。

#### 空港リムジン路線
- 羽田空港 - 東京駅八重洲口
  - 2020年3月29日から京浜島営業所に移管。

- 羽田空港 - 品川シーサイド駅 - 大井町駅西口
  - 2020年9月1日から大崎線と統合し京浜島営業所に移管。

### 廃止路線

#### 一般路線

##### 蒲田 - 羽田空港線
- 空31（急行）： 蒲田駅 - 大鳥居 - 天空橋駅 - 羽田空港

1993年（平成5年）9月の国内線第1ターミナル完成に合わせ蒲31の急行相当として設定されたもので、現在の蒲95の前身にあたる。大鳥居交差点から先も環八通りを走り、天空橋駅を経由して途中の停車停留所も少なくし（途中は京急蒲田・日の出通り・糀谷駅・大鳥居・穴守稲荷・天空橋駅のみに停車）速達性確保を狙ったが、1998年（平成10年）に空港線の国内線ターミナル延長が完成すると競合となり、京急バス移管後の2002年（平成14年）9月限りで一度は廃止になった。
その後、2010年（平成22年）10月21日の新国際線ターミナル完成時に、蒲95として復活した。ただし復活した際は天空橋駅停留所に停車しなかったが、その後、天空橋駅周辺の環状八号線短路ルート完成に伴い、営業所への出入庫を含めて経由するようになった。

##### 田園調布線
- 園11： 国際線ビル - 六間堀 - 北糀谷 - 平和島駅 - 大森海岸駅 - 大森駅東口 - 大田区役所前（現・大田文化の森） - 池上駅 - 上池上 - 洗足池 - 雪が谷 - 田園調布駅（1958年7月11日の運行開始[1]から、1976年までは東急バス池上営業所と共同運行）

1958年（昭和33年）7月11日、大森 - 羽田空港線を延長し、東急バス池上営業所の大森線と相互乗り入れする形で運行を開始。京急側沿線から、東急バス沿線の新井宿にあった大田区役所へのアクセスを確保するという役割があった。1976年（昭和51年）に共管を解消して京急の単独運行となった。

その後1993年（平成5年）、羽田空港新国内線ターミナル（現・第1ターミナル）完成時にも国内線まで運行せず、国際線ビルまでの運行のまま残る。1980年代までは日中40分間隔で運行したが徐々に減便され、末期には1日4便にまで減少していた。1998年5月に大田区役所の蒲田への移転が決定すると存続意義を失うことから、区役所移転を前に、羽田空港旧国際線ターミナル閉鎖と同時の1998年（平成10年）3月19日限りで廃止となった。

##### 萩中線
- 蒲40：蒲田駅東口 - （京急蒲田/産業会館（現・蒲田郵便局前）） - 出雲小学校 - 萩中 - 大師橋 - 中瀬三丁目 - 川崎大師（正月3が日のみ）
- 蒲41：蒲田駅東口 - （京急蒲田/産業会館（現・蒲田郵便局前）） - 出雲小学校 - 萩中 - 六間堀 - 羽田空港（現・羽田空港第1ターミナル）
- 蒲41：蒲田駅東口 - （京急蒲田/産業会館（現・蒲田郵便局前）） - 出雲小学校 - 萩中 - 六間堀 - 国際線ビル

2代目・蒲40系統は羽田空港国際線ターミナル発着便で、当系統との関連はない。

##### いすゞ線
- 蒲44： 蒲田駅 - （京急蒲田/産業会館（現・蒲田郵便局前）） - 出雲小学校 - 萩中 - 大師橋 - 殿町二丁目 - いすゞ自動車前（現・殿町停留所）

JFE線と並ぶ蒲田駅発着の神奈川県内直通路線で、1962年（昭和37年）に新設。1973年（昭和48年）の臨港バス蒲田撤退時にも廃止を免れた。ルートとしては大師橋まで蒲45と同じで、そこから左折して臨港バスの日出町線のルートに沿って、いすゞ自動車川崎工場まで運行された。

京急バスへ移管後、同工場の閉鎖により2004年（平成16年）12月28日限りで廃止となった。

##### 鋼管線→JFE線
- 系統番号なし： 蒲田駅 - 出雲小学校 - 萩中 - 大師橋 - 四谷下町 - 臨港警察署前 - 日本鋼管（後のNKK前→現・JFE） - 富士電機前 - 成就院前 - 川崎駅（1970年11月23日まで、川崎鶴見臨港バス浜川崎営業所と共同運行）
- 蒲45：蒲田駅東口 - 蒲田郵便局前 - 出雲小学校 - 萩中 - 大師橋 - 産業道路駅 - 四谷下町 - 臨港警察署前 - JFE前

大田区内から日本鋼管京浜製鉄所（現・JFEスチール東日本製鉄所京浜地区）への通勤輸送を目的として戦後に開設されたもので、戦前に神奈川県内部分を走っていた同じ京急グループの海岸電気軌道（後の鶴見臨港鉄道軌道線）との直接の関係はない。

京浜急行電鉄品川営業所時代の1949年（昭和24年）にはすでに大森駅と桜本の間に路線があったとされる。現在の形の基礎となるのは東京営業所時代の1957年（昭和32年）に運行を始めたものである。翌1958年（昭和33年）には川崎鶴見臨港バス浜川崎営業所の川25系統と組み合わさって、蒲田駅 - 大師橋 - 池上新田 - 日本鋼管 -  成就院前 - 川崎駅という長大路線になった。
昭和30年代の全盛期には池上新田で川崎市電渡田線、トロリーバス水江線への接続運転を行い、昭和40年代前半には末端区間が休止された京急大師線の代替という役割もあった。そして、1970年（昭和45年）の大師線末端部正式廃止と同時に日本鋼管と川崎駅の間を廃止し、京急の単独運行に戻された。
鋼管線はその後、日本鋼管と川崎製鉄との合併に伴いJFE線と改められるが、末期には平日朝夕に2往復が運行される事実上の免許維持路線と化した。そして、乗務員不足に伴う不採算路線整理のため、2020年（令和2年）1月15日限りで廃止となった。

JFE前での折り返しは共管時代の名残で臨港バス浜川崎営業所車庫内を利用していた。JFE前での降車は臨港バス浜川崎営業所および川崎市バス転回場よりも大師橋寄りの降車専用停留所、乗車は臨港バス停留所ではなく川崎市バス川40系統のものを使っていた。

##### 生見尾線
- 系統番号なし：大森駅 - 大師橋 - 日本鋼管（現・JFE前停留所）

鋼管線よりも古い1949年（昭和24年）に開設。旧京浜電鉄が大正中期に路面電車として計画し国から却下された生見尾線の予定ルートを半分以上辿る路線だった。当初は大師線の終点だった桜本駅までの運転で、日本鋼管まで延長されたのは臨港バス浜川崎営業所が川崎区鋼管通の現在地に立地した1954年（昭和29年）のことだった。
ルートは羽田特別出張所まで大森 - 羽田空港線と同じで、そこから先は現在のJFE線と同一である。

なお、1964年（昭和39年）3月25日限りで休止された京急大師線小島新田 - 塩浜間の代替輸送として、産業道路駅や蒲田駅から塩浜、浜川崎方面への代替バスを臨港バスや川崎市バスと共に運行したという資料も残っている。この系統は、池上新田で川崎市営トロリーバス水江線と川崎市電渡田線に接続できたが、1967年（昭和42年）5月にトロリーバス、次いで1969年（昭和44年）3月限りで市電も廃止され、京急は役目を終えたと判断、1970年（昭和45年）11月20日の正式廃止をもって運行を取りやめた。

##### 京浜国道線
- 115：東京駅八重洲口 - 銀座六丁目 - 新橋駅 - 大門 - 田町駅 - 品川駅 - 北品川 - 青物横丁 - 鈴ヶ森 - 大森海岸駅 - 平和島駅 - 京浜蒲田（現・京急蒲田駅） - 雑色 - 六郷橋 - 宮前 - さいか屋前 - 川崎駅（1949年2月1日 - 1965年8月25日。都営バス品川営業所と共同運行）
- 115：東京駅八重洲口 - 銀座東八丁目 - （首都高速） - （大森駅←平和島駅←大鳥居） - 羽田空港（1965年8月26日 - 1970年11月30日。都営バス品川営業所と共同運行）

旧東京乗合自動車から京浜電気鉄道に渡った同名の路線の流れをくみ、1949年（昭和24年）に都営バスとの共同運行で再開。1965年（昭和40年）8月26日付で川崎駅乗り入れを廃止し、羽田空港と東京駅を結ぶリムジン路線に生まれ変わるが、首都高速道路1号羽田線の激しい渋滞で定時性が確保できなかったことに加え、専用車両を使わなければならないリムジン路線の存在が東京都交通局第1次再建計画で非効率と指摘され、1970年（昭和45年）11月30日限りで都営が撤退、廃止となった。
東京駅と羽田空港を結ぶリムジン路線は1993年（平成5年）、東京空港交通との共同運行に変更の上、空01系統として再開し現在に至る。

##### 大師線
- 川81： 羽田空港 - 六間堀 - 大師橋 - 小松製作所前 - 川崎大師駅 - 川崎駅（川崎鶴見臨港バス浜川崎営業所→塩浜営業所と共同運行）
- 空81： 羽田空港 - 六間堀 - 大師橋 - 小松製作所前 - 川崎大師

1958年（昭和33年）5月13日に川崎鶴見臨港バス浜川崎営業所との共管路線としてスタートし、大師橋を渡った後右折して大師道（現・国道409号）を経由、川崎鶴見臨港バスの久根崎線と同じルートで国鉄川崎駅まで運行していた。1962年（昭和37年）の塩浜営業所開設時に臨港側の担当が変更されるが、産業道路駅から先が京急大師線と並行だったため利用が伸びず、1973年（昭和48年）3月、臨港バスの東京都内撤退に合わせて川崎大師駅までに短縮し京急単独の路線となる。1993年の羽田新国内線ターミナル完成後も1日に数本運行されたが、旧国際線ビルの閉鎖と同時に行われた不採算路線整理のため、1998年（平成10年）3月19日限りで廃止。
その後、川崎駅と羽田空港を結ぶ京急バスの一般路線は2004年の川空線一般化で復活するが、大師橋と宮前の間は京急大師線との並行を避け、六郷線、森ヶ崎線と同じ東京都側の道路を通ることになった。
なお、羽田空港から川崎市内に乗り入れる路線としては、運行開始が最も早かった。

##### 浮島町線
- 系統番号なし：蒲田駅 - 大師橋 - 浮島町カーフェリー（川崎鶴見臨港バス塩浜営業所と共同運行）

川崎鶴見臨港バスの浮島町線、川崎市バスの県営埋立線とともに木更津行きの日本カーフェリーに接続する路線として運行された。臨港バスとの共管で需要はあったものの臨港の蒲田撤退に合わせ、1973年（昭和48年）3月15日限りで廃止された。
なお市営便は2004年1月31日限りで廃止になり、系統再編や移管を繰り返した後、2015年（平成27年）9月30日限りでみなとみらい地区での一般路線運行をやめている。

##### 大井競馬場線
- 井20：大井町駅西口 -（無停車）- 大井競馬場（大森営業所と共管、東急バス池上営業所と共同運行）
- 森20：大森駅東口 - 大森海岸駅 - 大井競馬場（大森営業所と共管）

大井町駅及び大森駅から大井競馬場（TCK）を結ぶ路線で、競馬開催時のみ運行（森20系統は本場開催日のみ運行）。1999年（平成11年）の羽田京急バスへの移行に伴い撤退し、大森営業所単独となった。井20系統は以前西口発着だったが、2003年（平成15年）4月に東口に変更されている。
2020年2月27日から新型コロナウイルス感染症（COVID-19）のパンデミックに伴い無観客競馬となったことにより運休となり、さらに乗務員不足を理由に京浜急行バスが撤退を決めたため、書類上は2020年3月31日限りで廃止となった。その後大井町駅線のみ東急バス単独で再開されたが、2024年3月に廃止となり、TCKと大井町駅・大森駅を結ぶバスは無くなった。

##### 川崎競馬場線
- 川80：川崎駅東口 - 川崎競馬場（川崎鶴見臨港バス塩浜営業所・浜川崎営業所と共同運行）

川崎競馬場での競馬開催日のみ運行。施行者の神奈川県川崎競馬組合と施設所有者のよみうりランドから補助を受けており、運賃は無料だった。

2020年2月27日以降場外発売が休止、また3月2日からは無観客での競馬開催のため運休となり、さらに乗務員不足を理由に京浜急行バスが撤退を決めたため、書類上は2020年3月31日限りで廃止となった。その後川崎鶴見臨港バス単独で再開の可能性を探ったが、2023年（令和5年）3月までに廃止となった。

##### その他の路線
京浜急行電鉄が発行した八十年史および百年史では、上述した各路線の他に、萩中循環線、六郷大循環線が運行されていたと記録されているが、詳細は不明である。

## 車両
1960年代後半の一般路線用大型車はいすゞ自動車製や日野自動車製も平行して導入されていた。1970年代には、当営業所に新製配置される車両のうち、一般路線用の大型車が三菱自動車工業（現・三菱ふそうトラック・バス）製で統一されるようになった。1982年（昭和57年）にいすゞ製の大型3扉車が廃車となってからしばらくの間、大型車は三菱ふそう製で統一されていた。1979年には羽田空港 - 横浜駅線に一般路線との兼用ができない専用車を導入した。
1986年（昭和61年）には、都内一般路線用にいすゞ自動車製大型バスの新造投入が復活した。以後は、いすゞを中心としながら三菱ふそうも引き続き配備された。

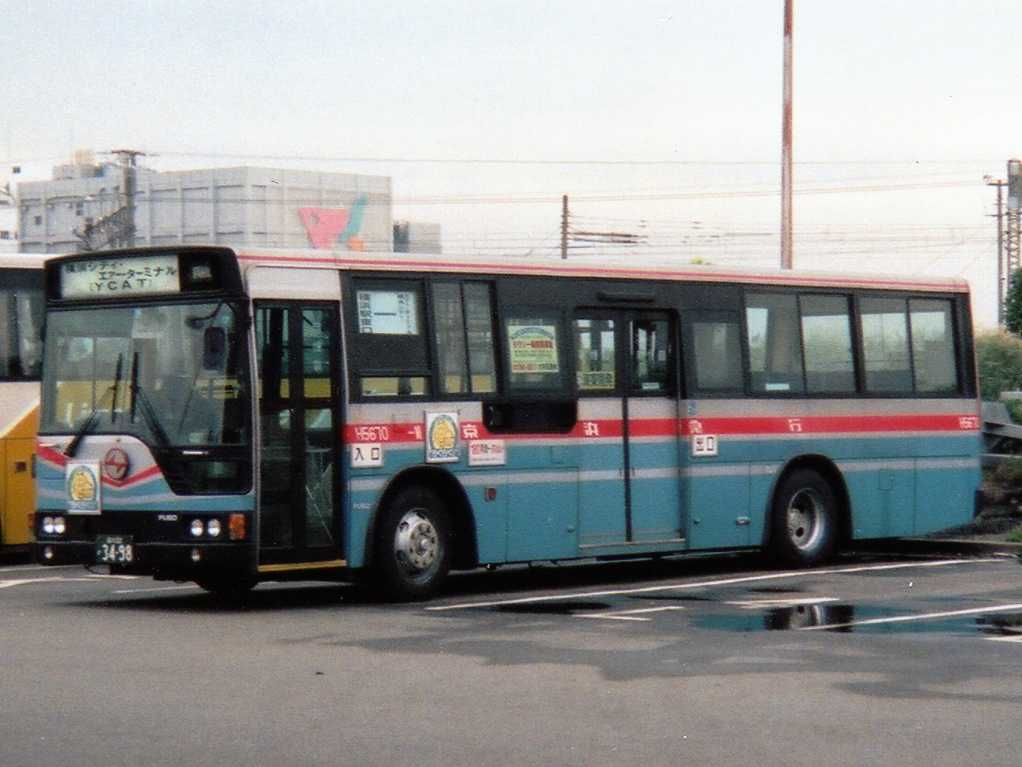
試作ノンステップバス・スーパーワイドドア車
三菱ふそう・エアロスター
H5670（除籍済）

また1986年（昭和61年）には、三菱ふそう製の試作ノンステップバスが1台（H5670号車。P-MP218M改）導入された。この車は当初、都内の一般路線に投入されたが、のちにポートサイド線（141系統・ポートサイド - 横浜駅 - パシフィコ横浜）の専属となっていた。
ノンステップバスは三菱ふそう製試作車に続き、1999年（平成11年）にいすゞ自動車製（H2910号車）を導入。京急バスになってからも2001年（平成13年）に三菱ふそう製（NH6118号車）が導入され、空港内循環線にほぼ専属で運用された。その後2台とも大森営業所へと移籍するが、後者はのちに羽田京急バスに戻されてターミナル間無料連絡バスの専用車となり、廃車直前に久里浜営業所へと移籍している。いすゞ製のH2910号車は廃車直前に羽田京急バスに復帰していた。
1995年（平成7年）には、日野自動車製の大型ハイブリッド車「HIMR」（H4501号車。U-HU2MMAH）を1台だけ導入、当営業所および都内一般路線では久々の日野車となった。同車は空港内循環路線を中心に大森駅・蒲田駅発着路線にも充当されたが、その後羽田京急バスへの路線移管に伴い大森営業所へと転出している。
六郷線などで運行されるナロー車や中型車は当初からすべていすゞ自動車製であるが、1997年（平成9年）には日産ディーゼル（現・UDトラックス）製の中型車が1台（H7839号車。P-RM80G）だけ追浜営業所から転入したことがある。しかしこの車両はごく短期間で大森営業所に転出した。

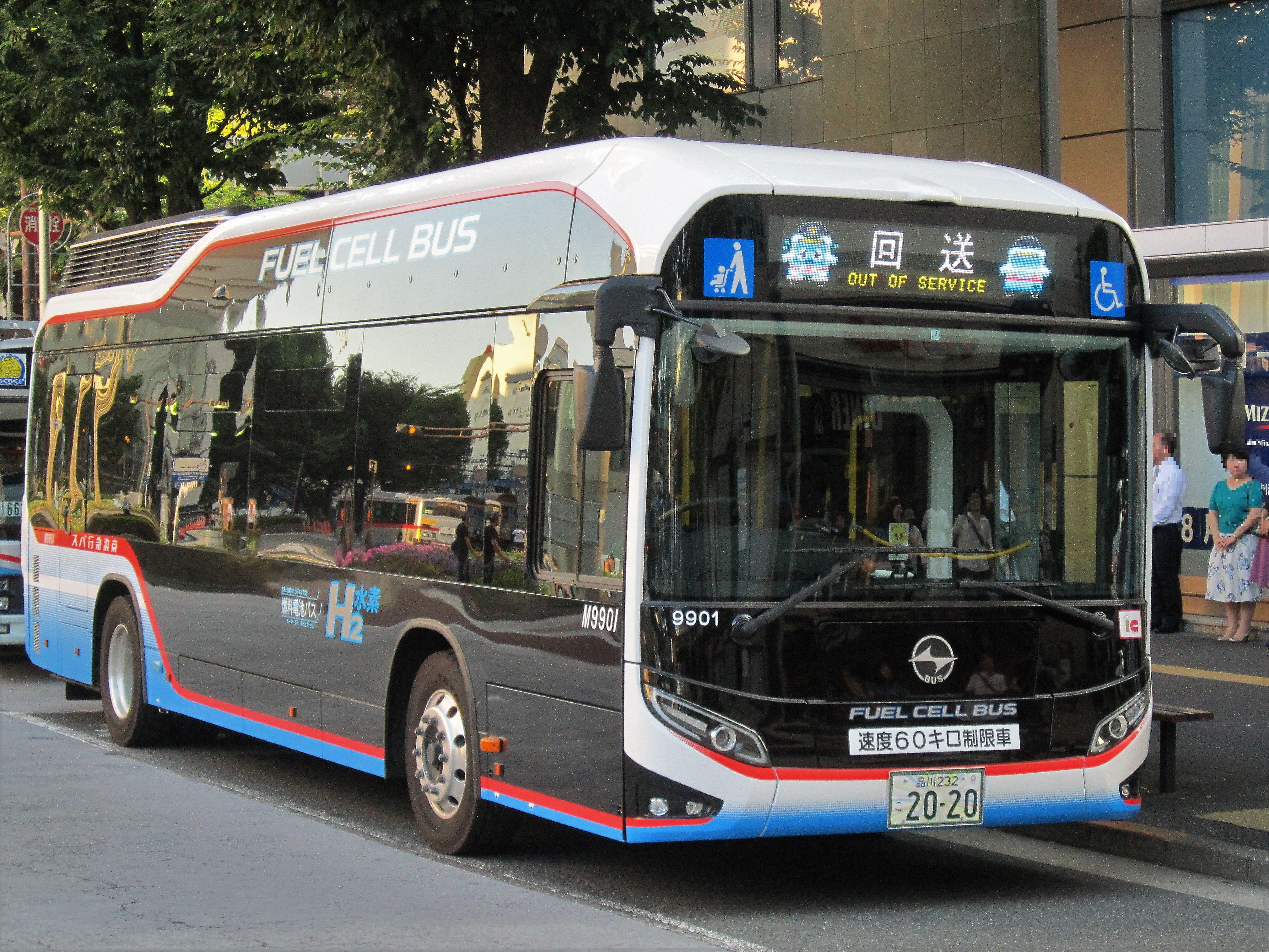
燃料電池バス(画像は大森営業所時代)

2020年（令和2年）には大森営業所から燃料電池バス（H9901）が転入、蒲95系統専用として運行されている。